# スコットランド人
スコットランド人（スコットランドじん、英: Scottish people、スコットランド・ゲール語: Albannaich、スコットランド語: Scots fowk）は、スコットランド国民、またはスコットランドを父祖の土地とする民族のこと。単にスコッツ（Scots）ともいう。歴史的に彼らはピクト人とゲール人の融合から生まれ、南を接していたブリトン人を組み込むだけでなく、アングロ・サクソン人やノース人のような侵入してきたゲルマン系の諸族を取り込んでいった。
現代的な用法では、スコットランド人またはスコッツは、言語、文化、家族の先祖または遺伝的起源がスコットランド内にある者を指すため使われる。ラテン語のScottiは元々5世紀に特定に使用された名称で、アイルランドに住むゴイデリック人を指していた。しかし時には古めかしく軽蔑的な意味合いから、Scotchという名称もスコットランド人を指して使われる。しかしこの名称は現在では主としてスコットランドの外でしか用いられていない。
スコットランド国外の多くの国々にも、スコットランド系の人々がいる。ハイランド・クリアランス (Highland Clearances) やローランド・クリアランスの影響によるものや、大英帝国にスコットランドが参加したことによる移民、そして後期には産業の衰退と失業を理由として、世界中にスコットランド系の人々が見られるのである。スコットランド人の大集団は、南北アメリカ大陸、オーストラリア、ニュージーランドなど新大陸に移住した。カナダでは高い割合でスコットランド人の存在感がある。アメリカ合衆国についでカナダでは、スコットランド人を先祖に持つ人々が2番目に大きな人口を持っている。彼らは自らのスコットランドの言語と文化を引き継いでいる。
スコットランドはその歴史の中で、異なる期間に人の移住や定住を経験している。ダルリアダ王国のゲール人、ピクト人、そしてブリトン人たちは、中世ヨーロッパの民族の多くと同じく独自の起源神話を持っていた。アングル人やサクソン人といったゲルマン民族は7世紀初頭に到来し、一方でノース人が8世紀以降スコットランドの多くの地域に定住した。デイヴィッド1世時代にあたる中世最盛期、フランス、イングランド、ネーデルラントからの移住者がいた。多くの有名なスコットランドの家名、ブルース家、ベイオール家、マレー家、ステュアート家はこの時代にスコットランドに到来した。
現在のスコットランドは、グレートブリテン及び北アイルランド連合王国（イギリス）を構成する国（イギリスのカントリー）の1つであり、スコットランドに住む人々の大半は国籍法において連合王国市民である。

## 歴史
ブリテン島がヨーロッパと地続きだった紀元前6000年頃、ヨーロッパで狩猟・採取で生きていた旧石器時代人が徒歩でやって来たのち、氷河が溶けてブリテン島が島となってからも人々の移住が続き、紀元前3000年頃の新石器時代には農業と定住化が始まった。
中世初期までに、スコットランドには複数の民族的または文化的集団がいた。彼らは現在の文献からピクト人、ゲール人、ブリトン人、そして国のはるか南東に定住するアングル人と分類されている。文化的には、彼らはその言語に応じて分類されていた。スコットランドのほとんどでは13世紀までケルト語が話されていた。これらには当初は少なくともブリトン人のみならずゲール人とピクト人も含まれていた。ノーザンブリアのアングル人を含むゲルマン系の諸族は、スコットランド南東部、北はフォース湾から南のツイード川間の地方に定住していた。彼らはカイル平原を含むスコットランド南西部をも占領していき、彼らの話す古英語は最終的にはスコットランド語として知られることになる言語の最古の形だった。のち、ノルウェー、アイルランド島、デンマークからノース人がやってきて、北部と西部で非常に顕著な数を占めるようになった。最近発見されたのは、アウター・ヘブリディーズの男性約30％が、異なるノース人の遺伝子マーカーをDNAに持っていることだった。
9世紀、ゲール語の使用はスコットランドのほぼ全土に広がった。そのピークは11世紀から13世紀であった。しかし南東部の言語とはならなかった。
エドガー1世によるスコットランド＝イングランド間のノーザンブリア分割後、スコットランド王国は多くのイングランド人を国民として抱えることになった（彼らの多数はノルマン・コンクエスト以後イングランドにやってきた可能性が高い）。フォース湾の南東は当時ロージアンとボーダーズ（古英語でLoðene）に含まれ、古英語の北部方言で古スコットランド語としても知られる言語が話されていた。
ノーザン・アイルズ（北部島嶼部、オークニー諸島とシェトランド諸島）と、ケイスネスの一部はノルド語圏だった（ケイスネス西部は20世紀に入ってゲール語圏に入った。1200年代から1500年代、古スコットランド語がスコットランドのローランド地方（ガロウェイとハイランド・ラインの間）に分散していった。
1500年代から近年まで、スコットランドは一般的に2つの言語グループに分割されていた。スコットランド・ゲール語（英語話者には旧称Scottisで知られ、18世紀の多くのローランド住民にはアイルランド語として知られていた）を話すハイランダー（ハイランド住民）と、イングリス（のちにスコットランド語）を話し、後に英語圏となったローランダー（ローランド住民）である。今日では移民が異なる言語を持ち込んでいるが、スコットランド中のほぼすべての成人は英語に堪能である。

## 海外のスコットランド人家系

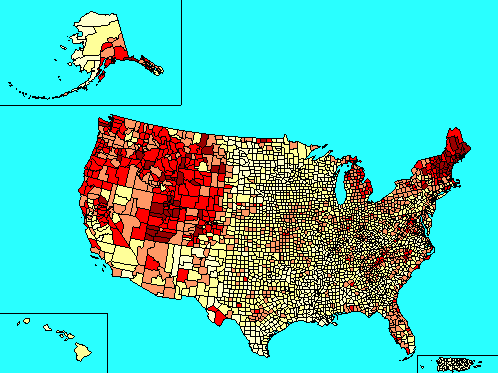
アメリカ合衆国内で報告されたスコットランド人家系の割合。アルスター・スコットランド人は含まれない
0.0-0.9%
1.0-1.7%
1.8-2.7%
2.8-4.2%
4.3-9.1%

今日、スコットランドはわずか500万人ほどの人口を持っているにすぎない。その大半が自らをスコットランド人だと考えている。さらに、スコットランドの総人口よりも、海外で暮らすスコットランド人家系がより多い。2000年米国国勢調査（en）において、480万人のアメリカ人がスコットランド人家系であると回答した。これは米国総人口の1.7％にあたる。母国で暮らすネイティブのスコットランド人であるように、多くのスコットランド系アメリカ人がいるのである。1717年から1775年までの間、約25万人のアルスター・スコットランド人がアメリカ植民地に移住した。現在アメリカに住んでいるアルスター・スコットランド人移住者の子孫は2700万人以上だと概算されている。
カナダにおいては、2001年のカナダ人口調査によると、スコットランド系カナダ人 (Scottish Canadian) コミュニティーは4,719,850人を数えた。スコットランド系カナダ人はカナダにおいて3番目の大きな民族集団である。スコットランド文化は特にノバスコシア州で栄えてきた。ケープ・ブレトンにおいてはローランドとハイランドの両スコットランド人が大勢定住し、住民の少数がいまだにカナディアン・ゲール語を話している。
スコットランド人の多くが、連合王国の他地域、そしてアイルランド共和国、特にアルスター・スコットランド人社会のあるアルスターで暮らしている。イングランドとウェールズにおけるスコットランド系の人々の数は、古くからの複雑な移住パターンがグレートブリテン内で行われたため定義するのが不可能である。現世代1つについては、スコットランド生まれのおよそ80万人がイングランド、ウェールズ、北アイルランドのいずれかに現在住んでいる。
他のヨーロッパ諸国でもスコットランド系人の割合がある。数世紀にわたってスコットランド人は、商人や兵士としてヨーロッパ本土へ移り住んだ。多くはフランス、ポーランド、イタリア、ドイツ、スカンジナビア、そしてオランダへ移住した。近年一部の学者は、25万人以上のロシア人にスコットランド人の血が流れていると示唆している。
これによりロシアではスコットランド系の先祖に因んだ名前が約400種類以上あるとされている。
スコットランド人の多くがオーストラリアとニュージーランドにも住んでいる。ニュージーランドにやってきた最初のヨーロッパ人入植者のおよそ20％が、スコットランド出身者だった。スコットランドの影響は今もニュージーランド国内に見られる。ニュージーランド南島の都市ダニーデンは特にスコットランドの遺産を継承していることで知られ、その名称も、市の創設者であるスコットランド人がエディンバラへのオマージュとして名づけたものである。オーストラリアにおいては、スコットランド系人はかなり均等に国内に散らばっている。
ラテンアメリカにおいては、スコットランド系人がブラジル、アルゼンチン、チリに顕著に見られる。